# Fetisov Journalism Awards
O Prémio Fetisov de Jornalismo (FJA) é um prémio internacional de jornalismo com foco na reportagem de investigação, direitos civis, jornalismo ambiental e contribuições para a paz. Foi criado em 2019. O prémio total é de 520.000 francos suíços.

## Visão geral
O prémio foi fundado pelo empreendedor e filantropo russo Gleb Fetisov. A iniciativa visa apoiar o jornalismo independente e destacar histórias que revelem corrupção, injustiça e violações dos direitos humanos.
O concurso é aberto a jornalistas profissionais e organizações de comunicação social. As candidaturas são nomeadas por sindicatos de jornalismo, organizações de comunicação social e especialistas, sendo os finalistas selecionados por um júri internacional.
Em 2020, foram submetidas 168 candidaturas de 50 países (foram selecionadas 33). O júri de 2020 incluiu Deborah Bergamini, Guy Mettan, Christophe Deloire, Barbara Trionfi e outros.

## Categorias
Os prémios são atribuídos em quatro categorias principais:
- Reportagem de Investigação de Destaque
- Excelência em Jornalismo Ambiental
- Contribuição para os Direitos Civis
- Contribuição de Destaque para a Paz

Cada categoria premeia três vencedores, sendo os prémios distribuídos da seguinte forma:
- Primeiro Prémio: 100.000 CHF
- Segundo Prémio: 50.000 CHF
- Terceiro Prémio: 25.000 CHF

## Vencedores Notáveis
- The New York Times (2023) – Ruth Maclean e Caleb Kabanda ganharam o prémio de Excelência em Jornalismo Ambiental pela sua cobertura das turfeiras do Congo.[5]
- Sukanya Shantha (The Wire, 2022) – premiada pelo seu trabalho de investigação sobre o sistema de castas nas prisões indianas.[6]
- BIRN Bósnia e Herzegovina (2022) – reconhecida por revelar corrupção e violações dos direitos humanos nos Balcãs.[7]
- Anna-Catherine Brigida (2023) – reconhecida pela sua investigação sobre a tecnologia de vigilância nas Honduras.[8]
- Deepak Adhikari (Nepal, 2020) – homenageado pelos seus contributos para o jornalismo de direitos civis[9].
- Karla Mendes (2022) – premiada pelas suas reportagens de investigação sobre a desflorestação e a produção de óleo de palma.[10]